# Jakov Zadranin
Jakov Zadranin (Zadar, oko 1400. – Bitetto, Italija, 1485.), blaženik rimokatoličke Crkve, franjevac, zaštitnik grada Bitetta.

## Životopis
Rođen je u Zadru oko 1400. godine. U dvadesetoj godini života stupio je u Zadru kao brat pomoćnik među franjevce opslužitelje. Nije bio svećenik. Godine 1438. pratio je svog franjevačkog provincijala na putu po Italiji i došavši u Bari, ostao je u toj pokrajini. Bio je određen za sakupljanje milostinje pa je mnogo putovao. Godine 1482. za vrijeme epidemije kuge, pokazao je veliku ljubav i uslužnost prema bolesnicima zaraženima kugom. Umro je u gradu Bitettu 1485. na glasu svetosti. Od 1505. javno je štovan, a 29. prosinca 1700. službeno je proglašen blaženim.
Godine 1990. završen je dijecezanski postupak za njegovu kanonizaciju i spisi su predani Kongregaciji za proglašenje svetih.
U Bitettu, u svetištu čuva se njegovo neraspadnuto tijelo i mjesni je zaštitnik Bitetta. Zbog svoga porijekla, blaženi Jakov Zadranin zvan je Ilirik (Hrvat). 
Zadarski vjernici sve ga više otkrivaju kao svoga zagovornika.
Slavi se u crkvi sv. Franje u Zadru, gdje su vjernici Bitetta 1989. donijeli njegovu sliku i relikvije.

## izvori
1. 1 2  Jurišić 1974, str. 94.

### Članci
- Jurišić, Hrvatin Gabrijel. 1974. Osnovne crte hrvatskih svetaca i svetačkih kandidata. Bogoslovska smotra. Katolički bogoslovni fakultet Sveučilišta u Zagrebu. Zagreb. 44 (1): 88–105